# Анмари
Линда Амантова (латыш. Linda Amantova), известная также как Анмари (латыш. Anmary) — латвийская певица русского происхождения, представительница Латвии на конкурсе песни Евровидение 2012. На конкурсе исполнила песню «Beautiful Song». В финал не прошла.
Окончила Латвийскую музыкальную академию им. Язепа Витола. Была участницей телевизионного шоу «Talantu Fabrika 2», где заняла второе место.